# Barca di Venetia per Padova
La Barca di Venetia per Padova dentrovi la nuova mescolanza op.12, sono dei dilettevoli madrigali composti da Adriano Banchieri e fanno parte del Libro II dei Madrigali a 5 voci pubblicato a Venezia nel 1605.

## Barca di Venetia per Padova
Fu pubblicata per la prima volta a Venezia nel 1605, una versione pervenutaci tuttavia incompleta. Una nuova  edizione, pubblicata nel 1623, presenta notevoli differenze rispetto alla prima. Per quanto riguarda l'impostazione generale, sono rimasti allo stesso posto i primi otto numeri e gli ultimi due. Tra di essi originalmente erano inserite due scene chiuse, fuse poi l'una nell'altra nella seconda versione vale a dire, dapprima cinque madrigali, l'uno di seguito all'altro e poi l'episodio di Rizzolina. I madrigali vennero poi ridotti a quattro, di questi solo due appartengono alla prima edizione e anch'essi disposti diversamente, la scena di Rizzolina invece venne un po' più ampliata. In più si notano profonde modifiche del testo e della struttura musicale all'interno dei pezzi.

### Struttura
Dilettevoli Madrigali à cinque voci
1. Introduttione - L'umor svegliato
2. Strepito di Pescatori
3. Partenza - Padrone di barca e Ninetta
4. Barcaruolo a' Pasaggieri
5. Libraio fiorentino
6. Maestro di musica luchese
7. Concerto di cinque Cantori
8. Venetiano e Thedesco
9. Madrigale affettuoso
10. Madrigale capriccioso
11. Mattinata in dialogo
12. Dialogo
13. Aplauso - Mercante bresciano et hebrei
14. Madrigale alla romana (Madrigale Stile del Marenzio Romano)
15. Madrigale alla napolitana (Madrigale A'imitaz. Spano Napolitano)
16. Prima ottava all'improvviso nel liuto (ottava rima all'improvviso nel liuto)
17. Seconda ottava all'improvviso nel liuto
18. Aria à imitazione del Radesca alla Piamontece nel liuto
19. Barcaruoli Procaccio e tutti al fine (Barcaruolo Procaccio e tutta la Camerata)
20. Soldato svaligiato